# Isla Elefante (Malvinas)
La isla Elefante (en inglés: Elephant Island) es una de las islas Malvinas. Se encuentra junto con la isla Quemada, al este de la isla Soledad y al este del Rincón del Sudeste (cercano a la Base Aérea de Monte Agradable), cerrando por el suroeste al puerto Pacheco.